# August Žáček
August Žáček (13. ledna 1886, Dobešice – 28. října 1961, Praha) byl český fyzik, jeden z vynálezců magnetronu.

## Život
Po maturitě v Českých Budějovicích studoval fyziku na Filozofické fakultě UK v Praze, kde jej ovlivnil zejména prof. F. Koláček a B. Kučera. Ještě před první světovou válkou studoval Žáček elektrické oscilace na univerzitě v Göttingenu u prof. Simona. Během války studoval s prof. F. Záviškou tlumené kmity, jak se používaly v počátcích radiotelegrafie. Žáček se však rozhodl studovat netlumené kmity s elektronickým zesilovačem.

## Dílo
Žáček publikoval řadu článků v „Časopisu pro pěstování matematiky a fyziky“, kde roku 1924 publikoval článek o novém způsobu buzení netlumených oscilací. V něm popsal princip magnetronu a roku 1926 na něj získal československý patent. Žáčkovy publikace však byly jen v češtině, takže objev zopakovali sovětští (Sluckin a Steinberg 1927) a japonští (Yagi 1928) vědci. Teprve roku 1928 publikoval Žáček svůj objev německy v Zeitschrift für Hochfrequenztechnik a hájil svoji prioritu.